# 平齒蜥
平齒蜥（學名：Liodon）是滄龍科的一屬，生存於白堊紀晚期。平齒蜥的化石已在非洲、亞洲、歐洲、北美洲、南美洲、紐西蘭等地發現。理查·歐文（Richard Owen）最初將平齒蜥命名為Leiodon，後來發現已有一屬鯊魚使用這個名稱，因此改為Liodon。